# Temple de Jérusalem

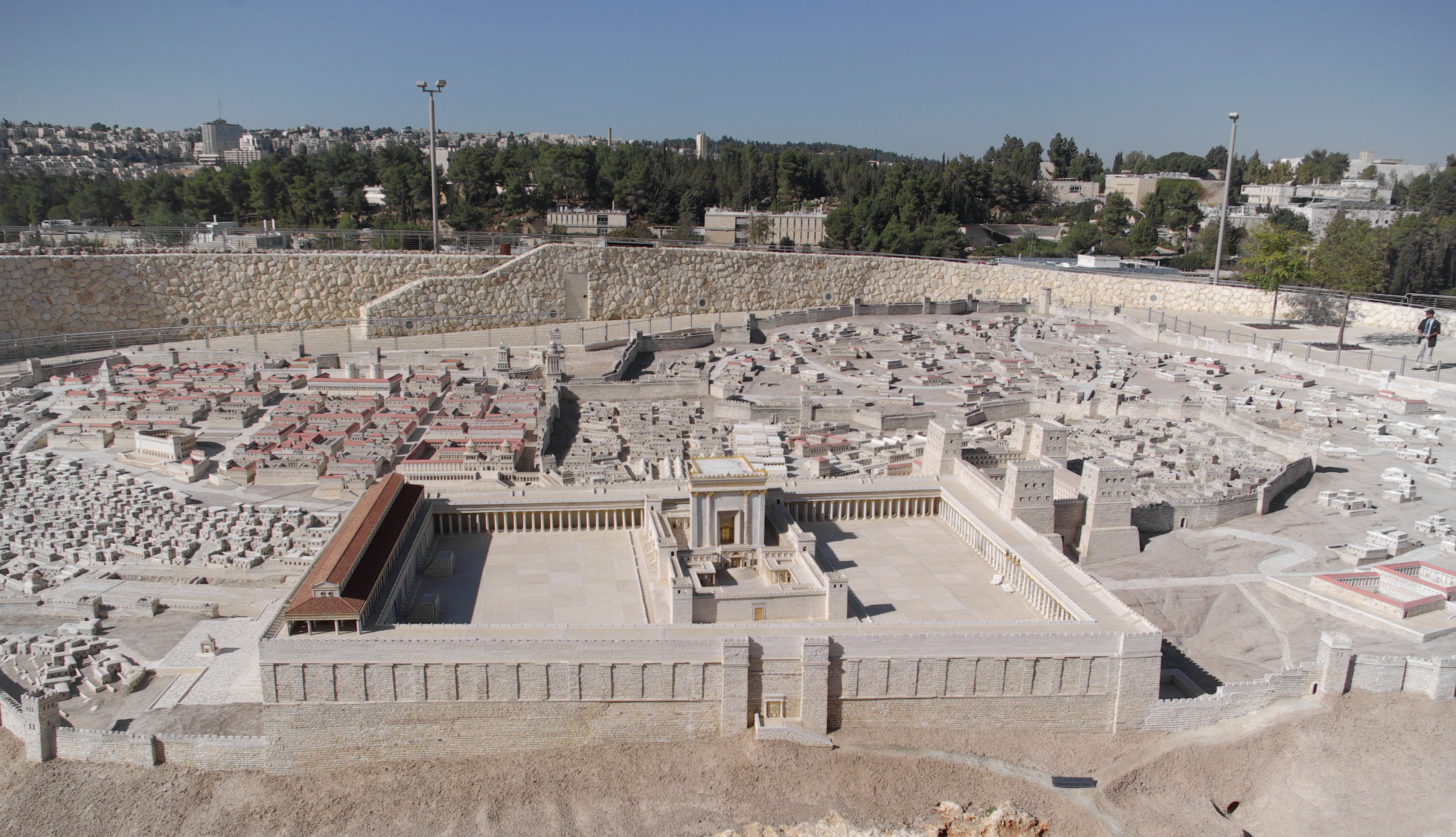
Maquette, selon la description de Flavius Josèphe du Second Temple de Jérusalem. Cette maquette était exposée à l'origine à l'hôtel Holyland, depuis 2006 au Musée d’Israël à Jérusalem.

Le temple de Jérusalem (en hébreu בית המקדש Beit ha-Mikdash « maison de Sainteté ») désigne différents édifices religieux construits sur le mont du Temple dans la vieille ville de Jérusalem. Dans l'Antiquité, les édifices successifs ont servi de lieu de culte pour les israélites puis pour les juifs. Selon la Bible, le premier sanctuaire dit Temple de Salomon est construit par les israélites pour abriter l'Arche d'alliance ; il est détruit par les armées babyloniennes de Nabuchodonosor II en 586 av. J.-C.
Le second Temple est reconstruit soixante-dix ans plus tard, au départ avec l'aide de Zorobabel (d'après les récits bibliques) de -536 à -417 ; il est agrandi par Hérode à partir de 19 av. J.-C. (Temple d'Hérode) ; il est à nouveau détruit cette fois par Rome en 70 ap. J.-C. au cours de la première guerre judéo-romaine.

## Origines

### Premier Temple
Le Premier Temple ou Temple de Salomon a été construit, d'après la Bible, par le roi Salomon (au Xe siècle av. J.-C.) .
Les détails relatifs à la construction du Premier Temple se trouvent plus précisément dans le premier Livre des Rois. Le roi David fut divinement averti que la charge de construire une maison pour l'Éternel reviendrait à sa descendance (2 Samuel 7) ; cette promesse fut accomplie avec son fils Salomon qui entreprit cette construction suivant les instructions de l'Éternel (1 Rois 5) .
Ce temple est entièrement détruit par Nabuchodonosor II, roi de Babylone, et ses armées en 586 av. J.-C.

### Deuxième Temple

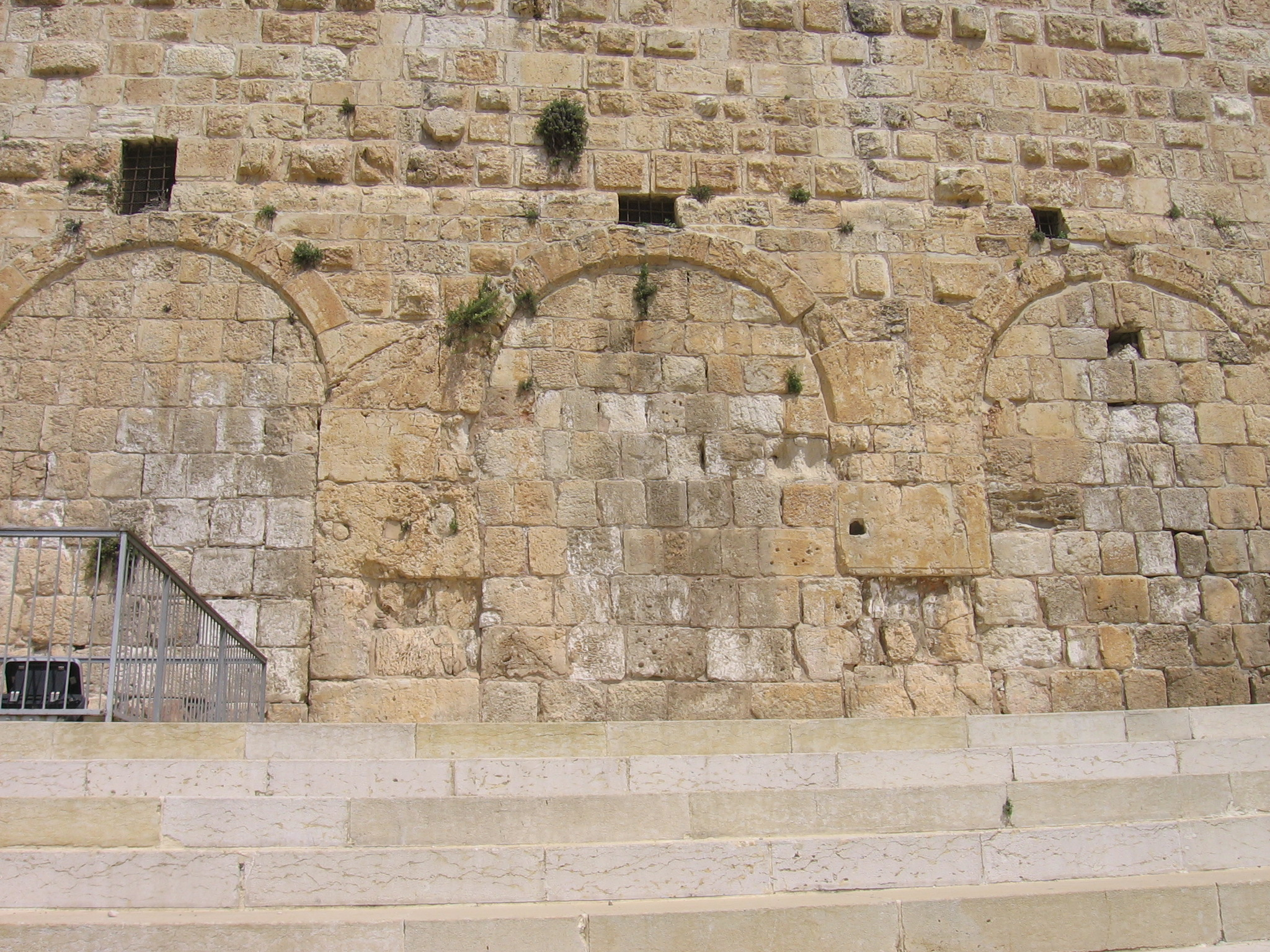
Les portes de Houldah dans le mur sud.

Le Deuxième Temple est construit au retour de la captivité des Juifs à Babylone, alors conquise par l'empire Perse, vers 536 av. J.-C. Il est terminé le 12 mars 515 av. J.-C.

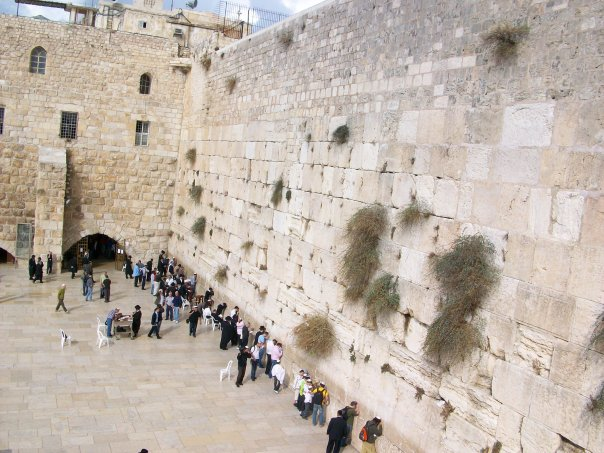
Partie du Kotel / mur occidental / des Lamentations depuis la rampe d'accès au mont du Temple / esplanade des Mosquées utilisée par les non-musulmans.

Le Temple d'Hérode fut une reconstruction et extension massive et spectaculaire du Deuxième Temple, y compris une rénovation du Mont du Temple, commencée par Hérode Ier le Grand vers 19 av. J.-C. et entièrement terminé vers 63. Il s'agissait de pouvoir accueillir les nombreux pèlerins juifs ; en effet, les historiens évaluent le nombre de Juifs vivant dans l'Empire romain à cette époque à environ six à sept millions (plus un autre million en Perse).
Hérode étend notamment l'esplanade vers le sud en construisant des arches de soutènement devant servir de zone de stockage. Durant la dynastie omeyyade, ces volumes deviendront un lieu de prière musulman (mosquée Marwani) puis seront transformés en écuries par les templiers en 1099, d'où ils tirent leur nom actuel d'Écuries de Salomon ; ils seront abandonné après le départ des croisés en 1187. En 1996, ils sont à nouveau aménagés en une mosquée pouvant accueillir 7 000 fidèles ; cependant, des travaux de creusement de douze mètres sous l'esplanade par le Waqf, sans autorisation du Département israélien des antiquités, font perdre une occasion d'obtenir des informations sur les couches archéologiques sous l'esplanade. Le mur occidental dit Kotel en hébreu (connu désormais en France sous le nom de « Mur des Lamentations ») ne constituait qu'une partie des murs de soutènement de 500 mètres de longueur conçu par Hérode, courant autour du mont du Temple (au sommet duquel se trouve aujourd'hui le Dôme du Rocher musulman).
Le Temple d'Hérode est détruit par les armées romaines de Titus en 70 ; il n'en reste aujourd'hui comme vestige extérieurs que les murs de soutènement de l'esplanade construite par Hérode et les restes des arches qui permettaient l'accès à l'esplanade.

## Architecture selon les textes juifs

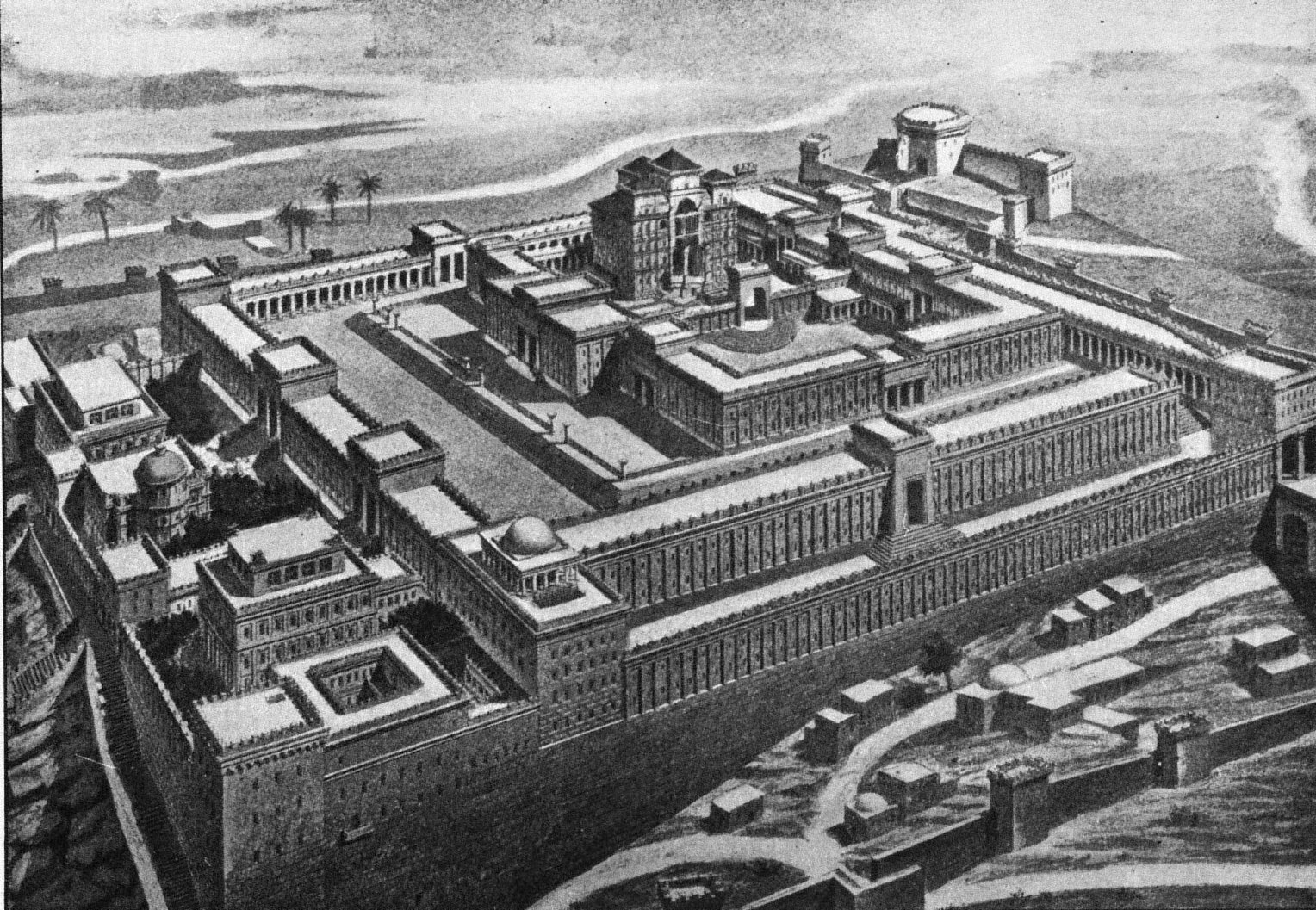
Reconstitution hypothétique du Temple d'Hérode.

Selon la Bible (Ex 25, 2S 7), avant le Temple existait le Tabernacle dont les plans avaient été donnés par Dieu à Moïse et qui était destiné au culte dans le désert, particulièrement pendant les 40 ans de vie nomade des Hébreux après leur sortie de l’Égypte. Théodore Reinach note que le Temple s'inscrivait dans la ville de Jérusalem selon la gradation suivante indiquée dans la Mishna (Kélim 1, 8) : « la ville, la colline du temple avant cour extérieure, le hél (espace au-delà de la grille du temple), l'avant-cour des femmes, l'avant-cour des Israélites, l'avant-cour des prêtres, le Saint des saints ».
La structure du Temple de Salomon et les matériaux précieux utilisés sont décrits notamment dans le premier Livre des Rois (6,1-22). C'est Hiram, le roi de Tyr, qui procura le bois de cèdre et de cyprès nécessaires à Salomon, ainsi que de l'or et de la main-d’œuvre pour construire le Temple, en échange de nourriture.
Le prototype de ce Temple est le dispositif portatif protégeant l'Arche d'alliance tel que décrit dans le Pentateuque. Ce modèle sera repris pour le Deuxième Temple.
Le Temple a une structure concentrique, avec des parties publiques et des parties toujours plus sacrées et toujours plus rarement accessibles. Dans le sanctuaire du Temple, le « Saint des saints », est conservée l'Arche d'alliance avec, à l'intérieur, les Tables de la Loi (pierres gravées avec le texte des Dix Commandements transmis par Dieu à Moïse sur le mont Sinaï, durant l'Exode ; la verge d'Aaron (frère de Moïse) qui aurait germé et un pot contenant de la manne du désert).
Le Temple comprend en outre des portiques, des autels (parfums, sacrifices d'animaux), des bassins d'ablution.

## Le Temple de Jérusalem et les trois grands monothéismes

### Judaïsme

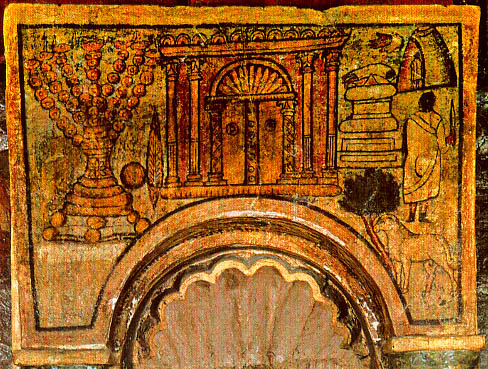
Représentation du Temple juif en 144 ap. J.-C.

La destruction du Deuxième Temple et la fin des sacrifices et du sacerdoce a marqué une étape cruciale dans la constitution du « judaïsme » tel qu'on le connaît aujourd'hui, avec une pratique du culte public non sacrificiel mais centrée sur le Livre (culte synagogal), en addition du culte familial.
La Jordanie avait occupé Jérusalem-Est et le Mont du Temple immédiatement après la déclaration d'indépendance d'Israël de 1948. Le mont du Temple ainsi que toute la vieille ville de Jérusalem sont reconquis par Israël à la Jordanie en 1967 lors la guerre des Six jours, permettant aux Juifs de visiter le lieu saint qui leur était interdit.
Le Kotel ou Mur occidental dit Mur des Lamentations, lieu de prières et de pèlerinages depuis la destruction du Second Temple, est devenu depuis 1967 comme une vaste synagogue à ciel ouvert, avec une section réservée aux hommes et une section réservée aux femmes.

#### Construction d'un troisième Temple

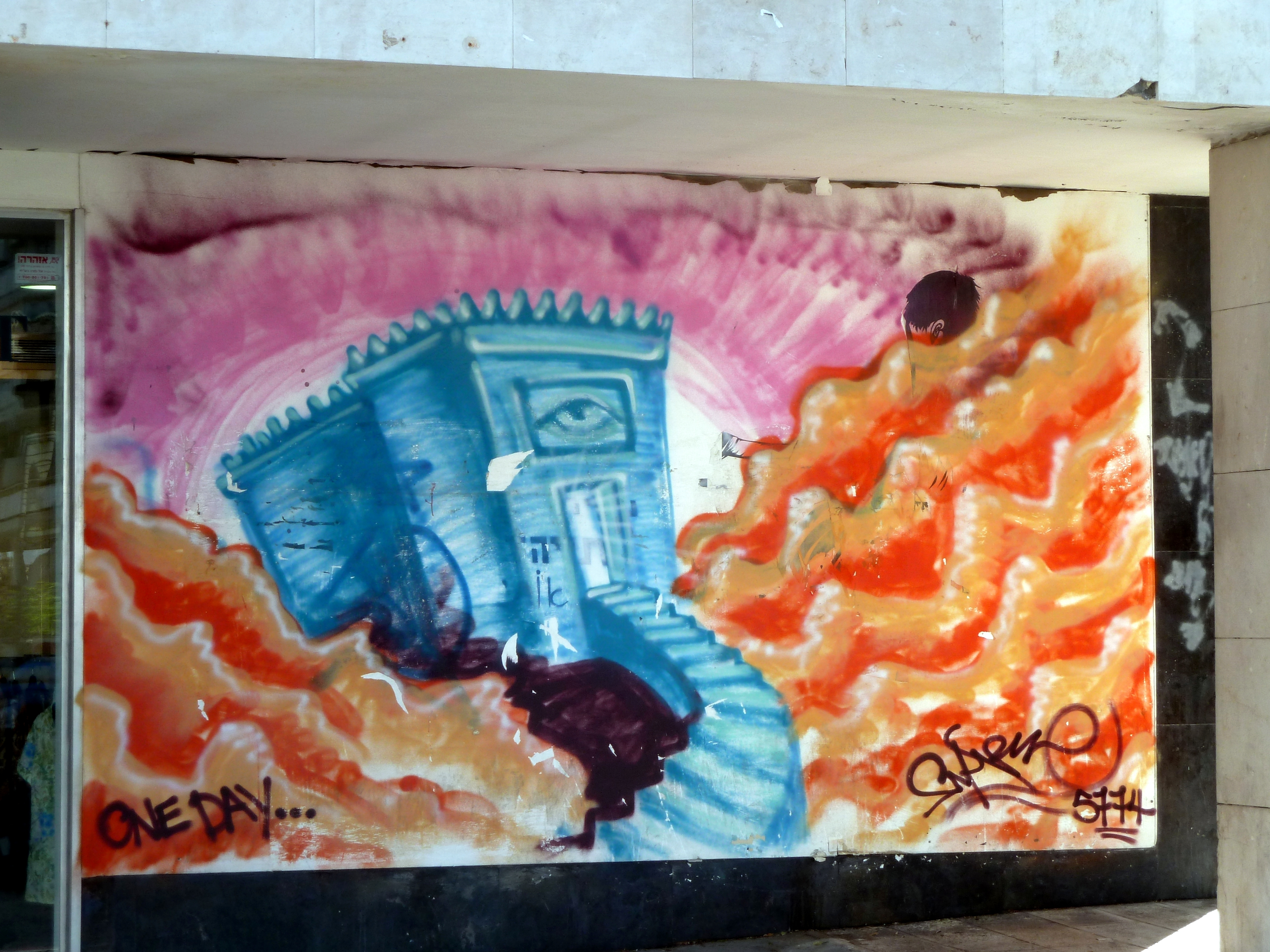
Graffiti représentant un troisième Temple sur un mur de Jérusalem. Inscription : « UN JOUR... 5774 (2014) »

Depuis la destruction du Second Temple, une prière pour la construction d'un troisième Temple est une partie formelle et obligatoire des services de prières juives, trois fois par jour.
Une éventuelle reconstruction du Temple, le troisième Temple, est promue et préparée par certains groupes et contestée par d'autres courants du judaïsme, et même de courants non-juifs, de nos jours. Cette question est liée à celle de l'attente messianique. Cependant, le statut politique compliqué de Jérusalem et le fait que la mosquée Al-Aqsa et le Dôme du Rocher ont été construits à l'emplacement physique traditionnel du Temple de Jérusalem rendent cette perspective difficile.
Une reconstruction du Temple avait été tentée par l'empereur romain Julien, en 363, en l'ordonnant à Alypius, dans le cadre de sa campagne pour renforcer les religions non chrétiennes, mais elle fut ruinée par un sabotage, un incendie accidentel ou plus probablement par, cette même année, le tremblement de terre en Galilée et alentour, ayant détruit la moitié de Jérusalem, selon l'évêque Cyrille de Jérusalem. On prête également à Napoléon Ier une intention analogue de reconstruction.

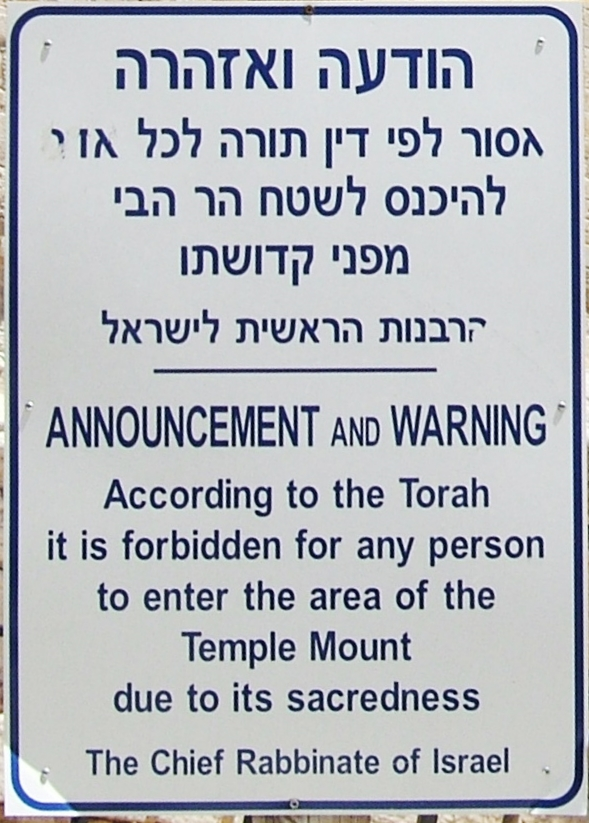
Avertissement à l'entrée du Mont du Temple.

#### Sainteté de nos jours
Pour la plupart, les Juifs religieux s'abstiennent d'aller sur le Mont du Temple / Esplanade des Mosquées, site du Temple juif, pour éviter de mettre le pied sur l'emplacement sacré du Saint des saints (Débir), soit la partie la plus centrale du sanctuaire de Jérusalem. La raison en est que le lieu précis du Saint des Saints, accessible seulement au grand prêtre d'Israël, reste inconnu depuis la destruction du Temple.
En effet, le Mont du Temple est considéré comme le premier lieu saint du judaïsme (suivi du tombeau des Patriarches à Hébron). Depuis 1967, le grand-rabbinat d'Israël a fait apposer à l'entrée du Mont du Temple, destinée aux touristes, un avertissement interdisant à toute personne — c'est-à-dire reconnaissant l'autorité du grand-rabbinat — d'entrer sur le Mont du Temple, à cause de son caractère éminemment saint.

### Christianisme

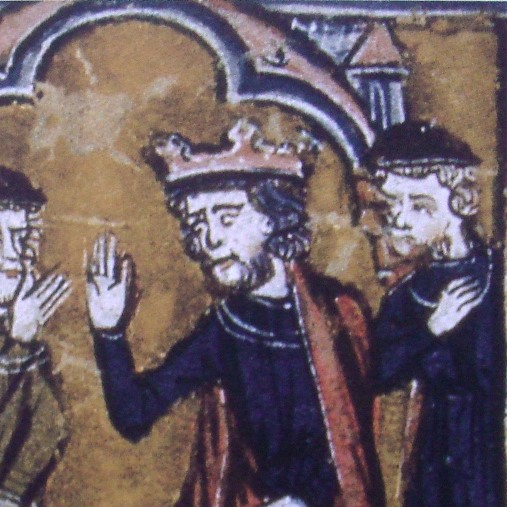
Baudouin II cède l'emplacement du Temple de Salomon au templier Hugues de Payns et à Gaudefroy de Saint-Homère. La quatrième personne est Warmund, patriarche de Jérusalem.

Le Temple est mentionné dans le Nouveau Testament : Jésus Christ y est présenté rituellement comme fils aîné, il y va en pèlerinage avec Marie et Joseph (épisode du « recouvrement au Temple », Jésus enfant parlant aux Docteurs), en a chassé les marchands, a pleuré d'avance sa destruction.
Le Temple fait partie des éléments avancés lors du procès de Jésus. Lors de sa Passion, d'après les Évangiles, le rideau du Temple se déchire au moment même de sa mort.
Dans l'Évangile selon Matthieu (24:2), Jésus prédit la destruction du Second Temple. Cette idée du Temple en tant que corps du Christ (eucharistie) devient un thème riche et profond dans la pensée chrétienne médiévale (où le Temple/corps peut être le corps céleste du Christ, le corps ecclésial de l'Église et le corps eucharistique sur l'autel).

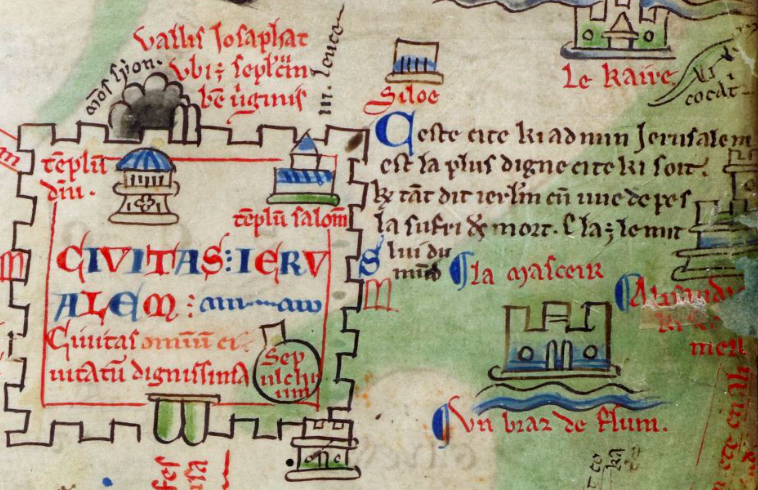
Carte de pèlerinage à Jérusalem figurant le « temple de Salomon », M. Paris, 1250.

Les apôtres ont continué de fréquenter le Temple après la Résurrection. De même, les judéo-chrétiens de Jérusalem semblent avoir visité les ruines du Temple peu après sa destruction.
Lorsque Jérusalem est devenue une ville chrétienne, le site même du Temple, ruiné, est laissé en l'état mais, selon certains (Anonyme de Plaisance, Cyrille de Scythopolis, Grégoire de Tours), une église Sainte-Marie-la-Neuve, commémorant la Présentation de Jésus au Temple, est construite par Justinien, entre 531 et 543, au bord de l'esplanade ; elle est détruite par les Perses lors du siège de Jérusalem en 614. Les Arabes édifient au même lieu la Mosquée al-Aqsa. Cette opinion (considérant qu'une église byzantine ait été construite près des vestiges du temple juif puis recouverte par la mosquée) semblait abandonnée depuis le XIXe siècle, jusqu'à ce que des résultats encore inexploités des recherches de 1939 aient révélé des vestiges inconnus à ce jour.

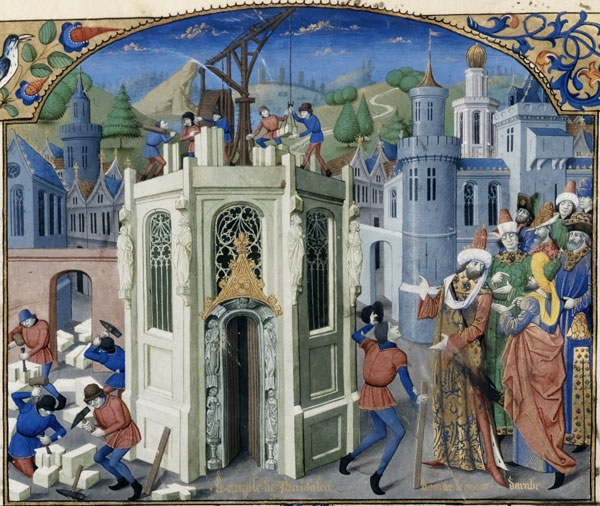
Vue artistique de la « Reconstruction du temple de Jérusalem », BnF

Les croisés y installent leur roi Baudoin Ier. Puis, les templiers le transforment en maison cheftaine et siège de leur ordre. Ils y font édifier une église, aux toits pentus et non en terrasse. Jérusalem est leur capitale, c'est inspiré par le Temple de Jérusalem que cet ordre de chevalerie chrétienne prend le nom d'ordre du Temple (1129-1312).
Tout en reconnaissant dans le site du Temple un lieu saint, le christianisme ne formule pas de revendication sur ce lieu. Dans la tradition catholique et orthodoxe, le « centre du monde » chrétien à Jérusalem n'est plus le Temple mais un point, matérialisé (appelé « Compas » ou « Omphalos ») dans l'église du Saint-Sépulcre, à mi-chemin entre le Golgotha et la chapelle de la Tombe. Plus fondamentalement, chaque baptisé devient « Temple de l'Esprit Saint » et la présence « matérielle » la plus parfaite de Dieu est, pour les catholiques et les orthodoxes, dans l'Eucharistie. Les protestants insistent sur la déclaration de Jésus à la Samaritaine :

« l'heure vient où ce ne sera ni sur cette montagne ni à Jérusalem que vous adorerez le Père […] Mais l'heure vient, et elle est déjà venue, où les vrais adorateurs adoreront le Père en esprit et en vérité ; car ce sont là les adorateurs que le Père demande. Dieu est Esprit, et il faut que ceux qui l'adorent l'adorent en esprit et en vérité. »

— Jean 4:21-24
Certains groupes évangéliques chrétiens américains soutiennent les groupes juifs promouvant la construction d'un Troisième Temple à Jérusalem.

Cartographique chrétienne où est indiqué le « Temple de Salomon »
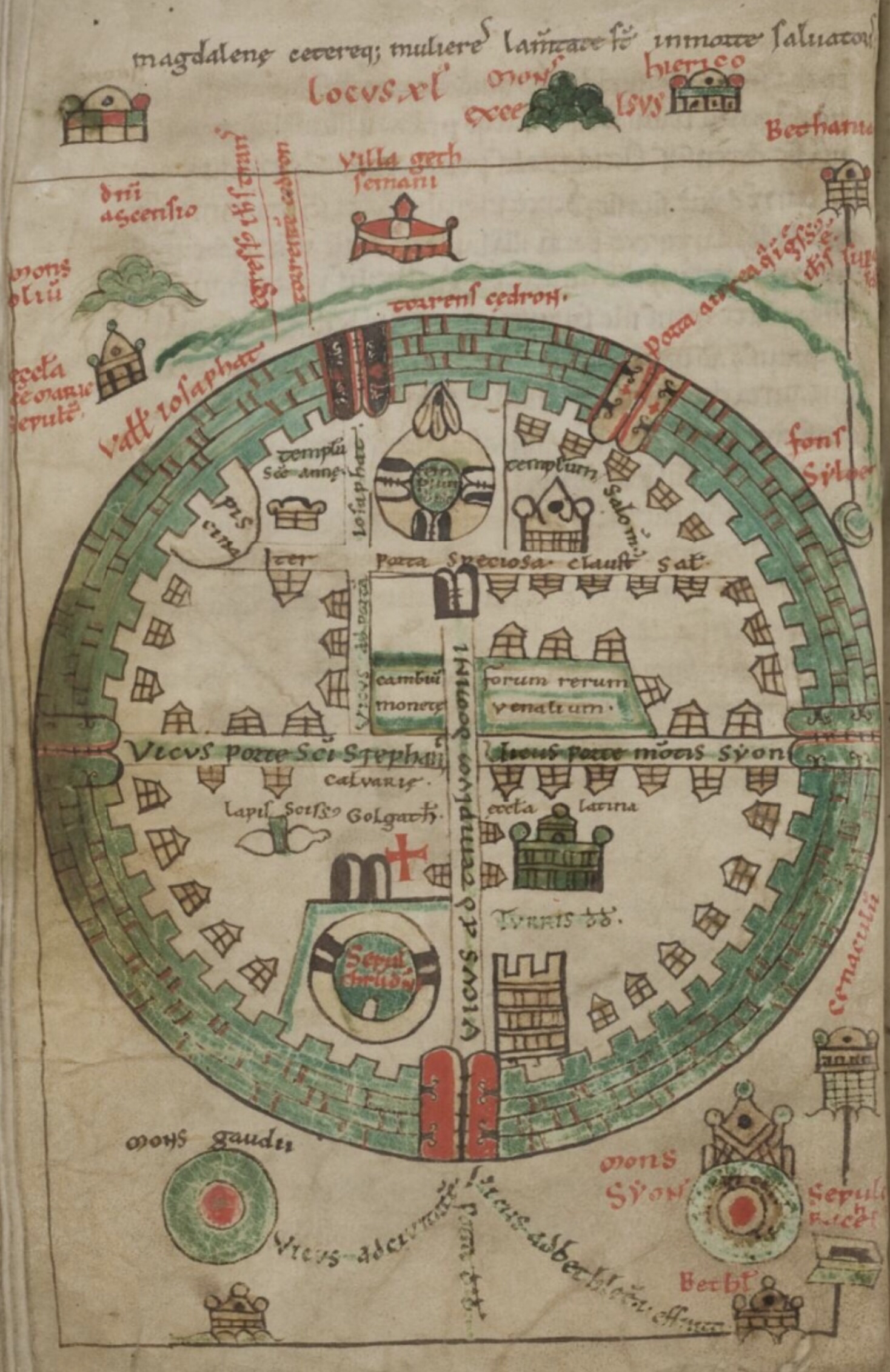
Carte st Omer de croisés, v. 1100.
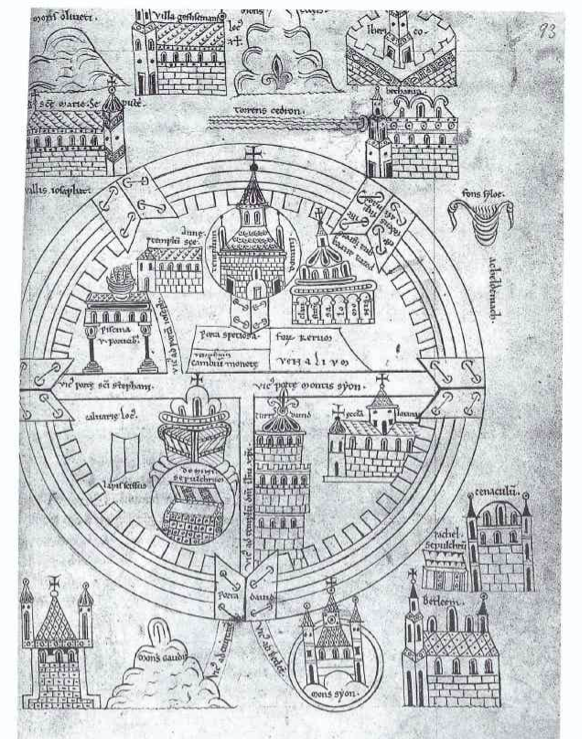
Carte Bruxelles de croisade, v. 1150.
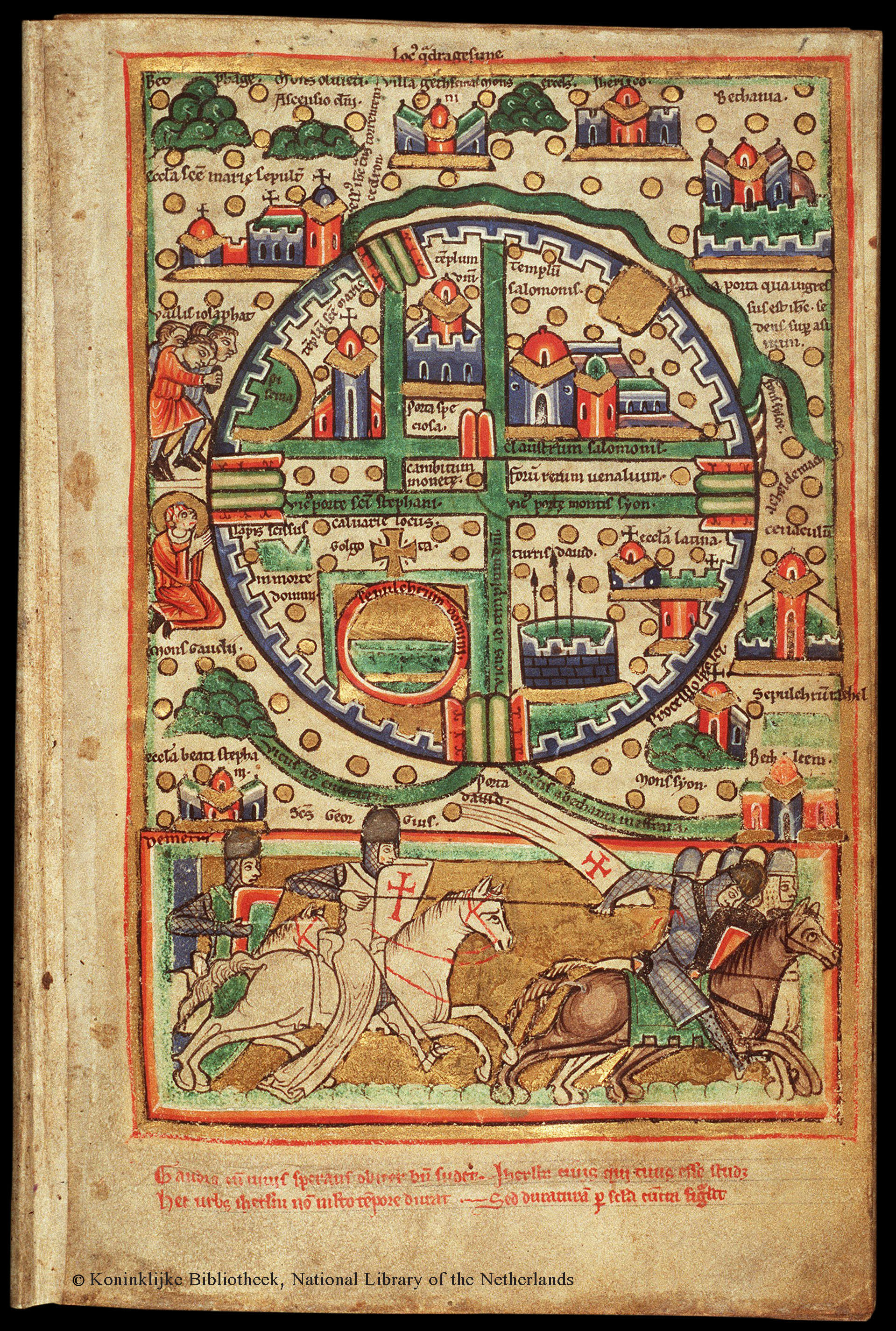
Carte La Haye issue d'un psautier, 1170.
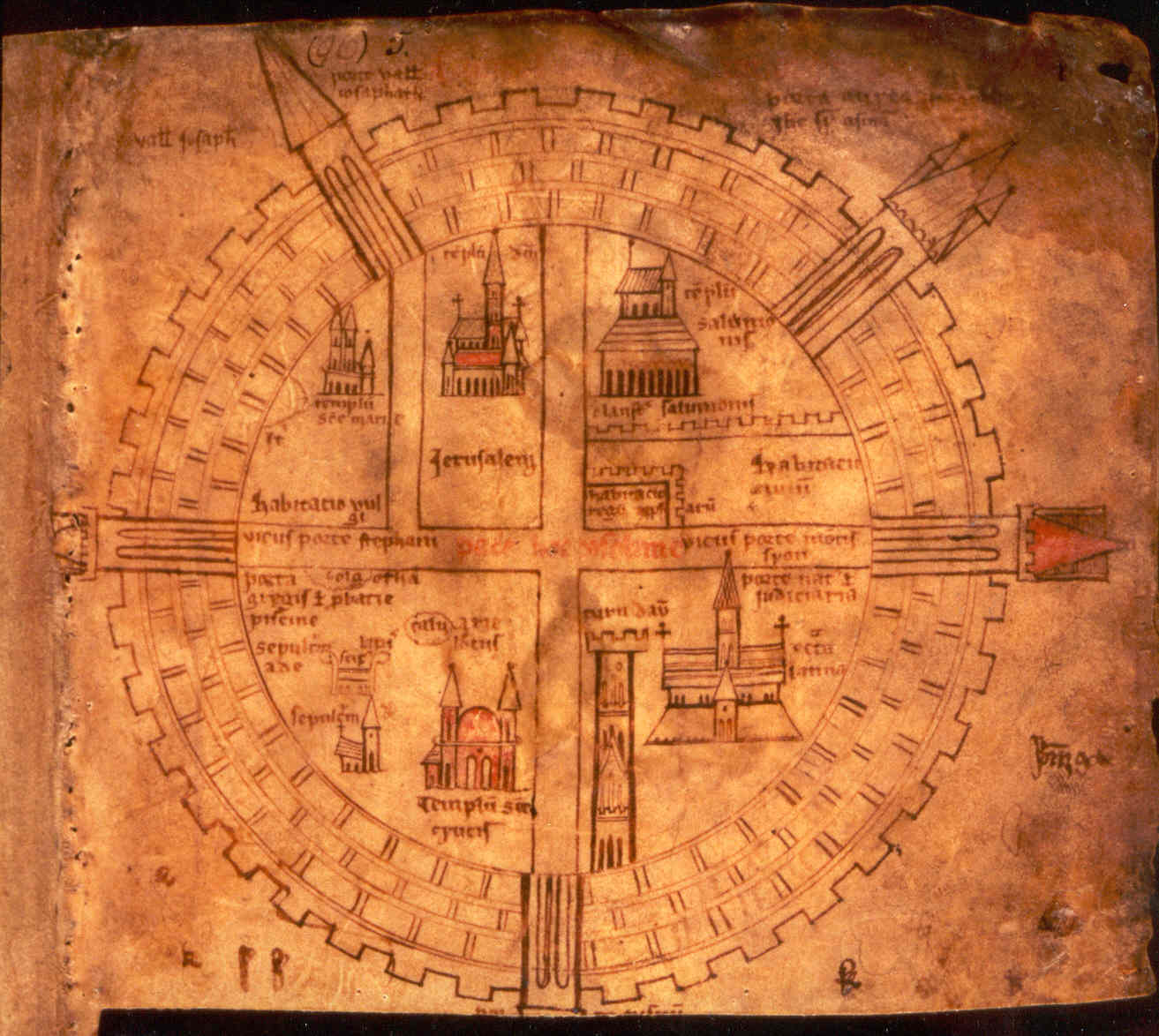
Carte Copenhague de croisés, 1250.
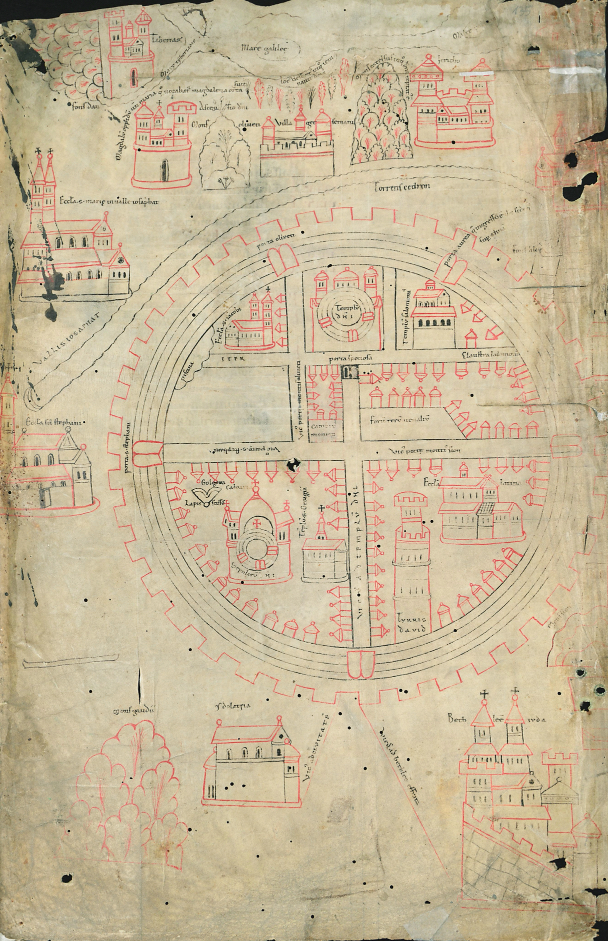
Carte Stuttgart de croisés, v. 1300.
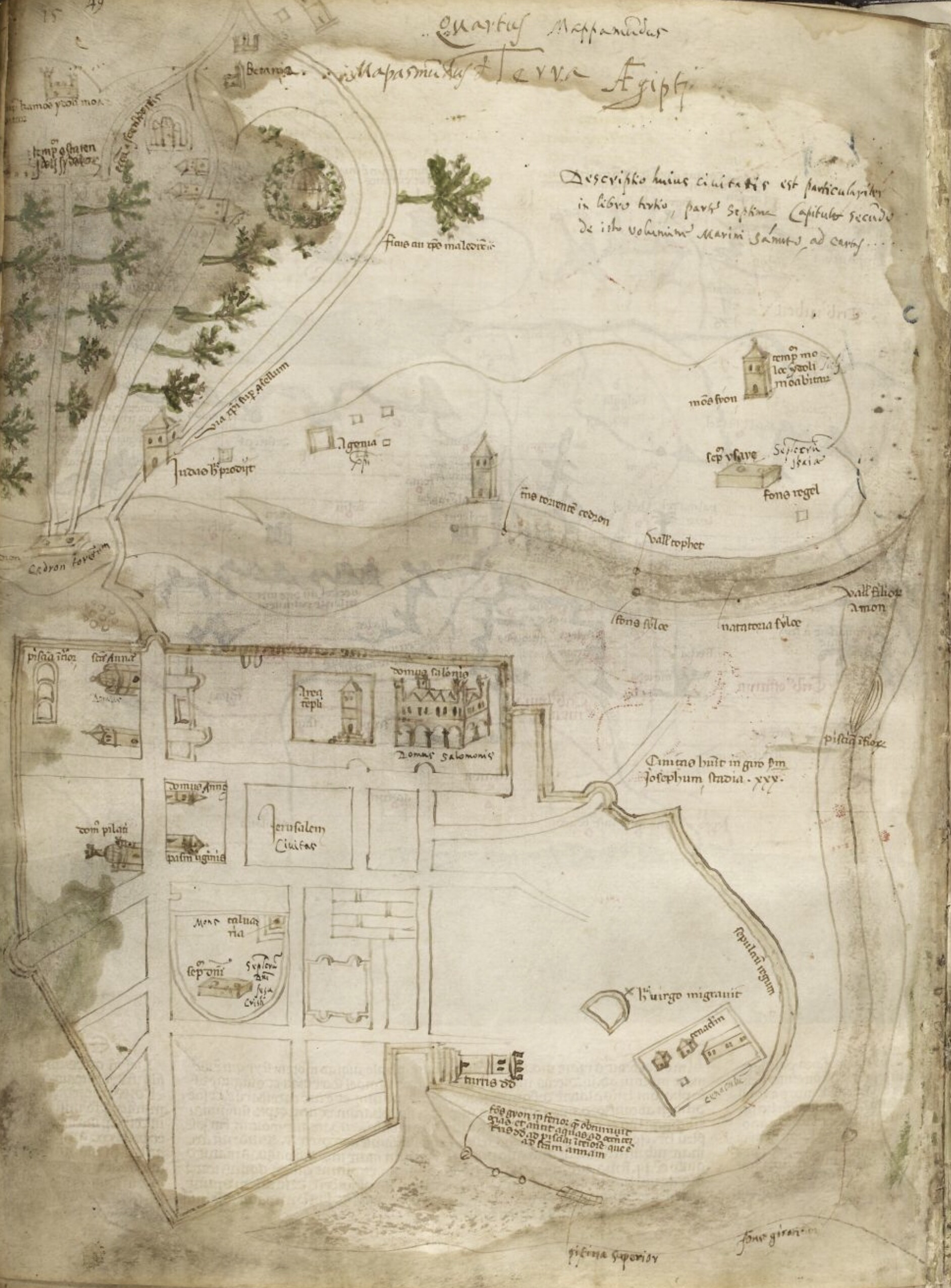
Carte Sanudo-Vesconte du réseau hydraulique de Jérusalem, 1321.
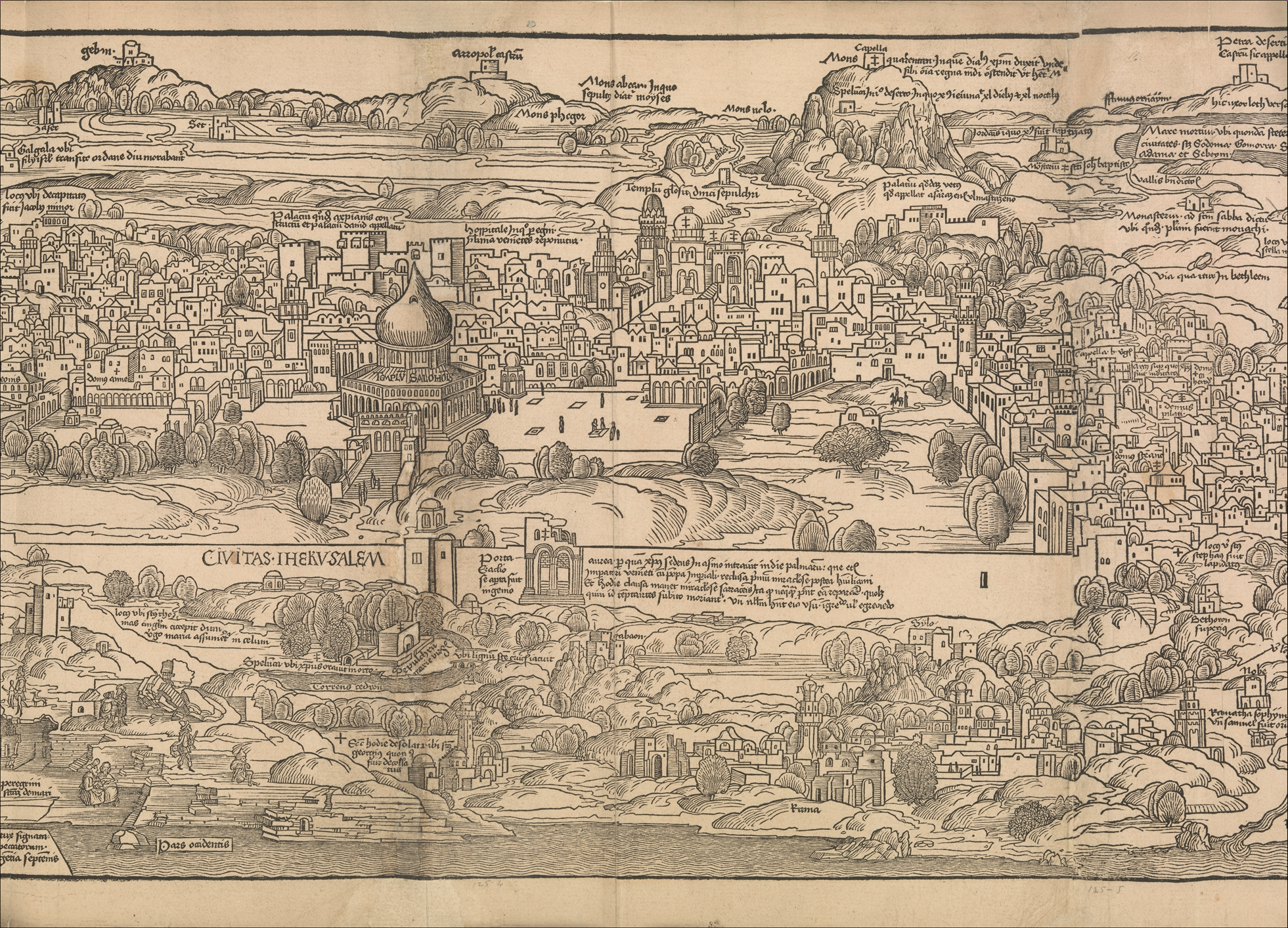
Carte Reuwich (« Temple de Salomon » figure sur le dessin reconnaissable du Dôme du Rocher), 1486 .
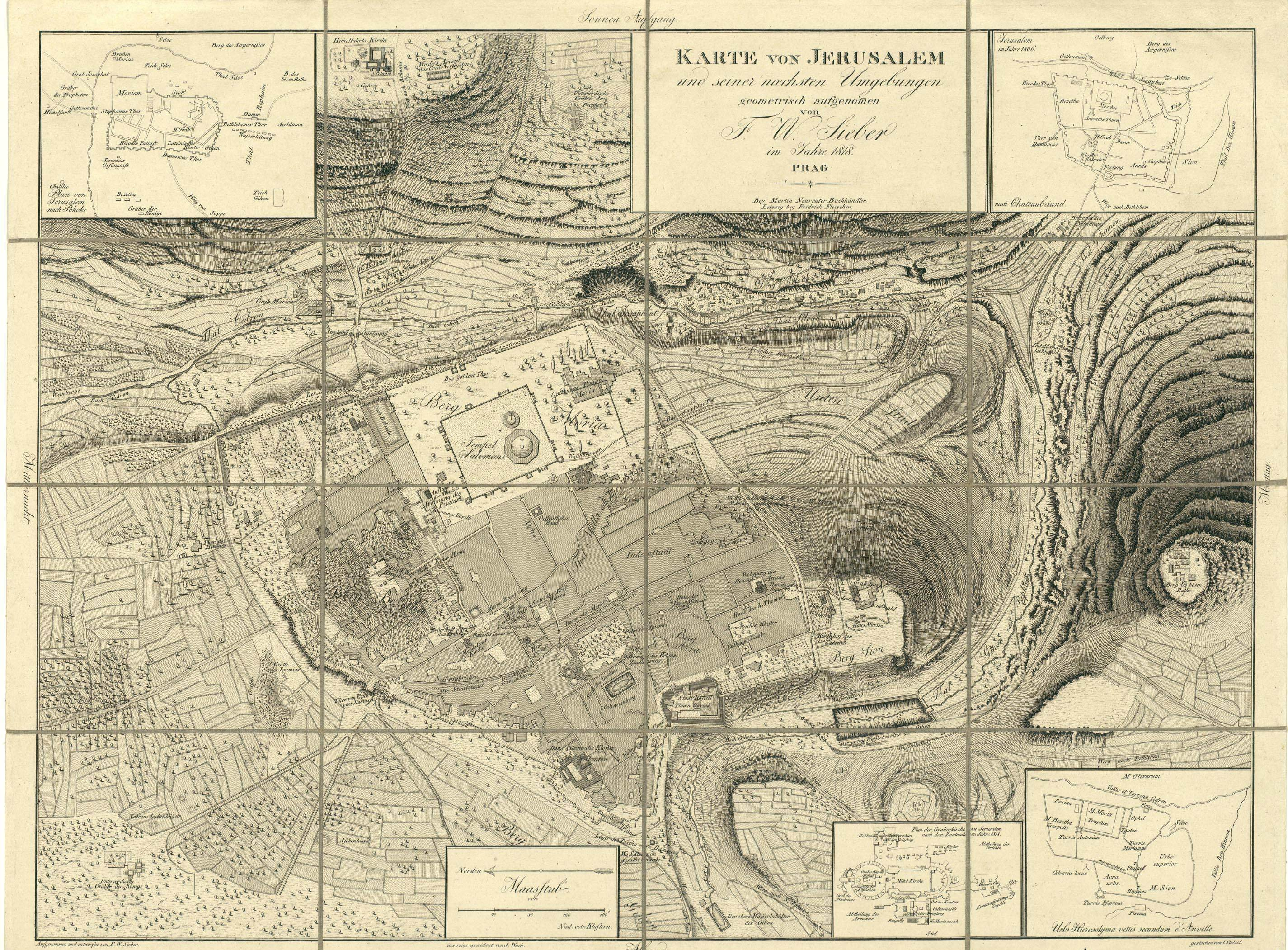
Carte Sieber, 1818.
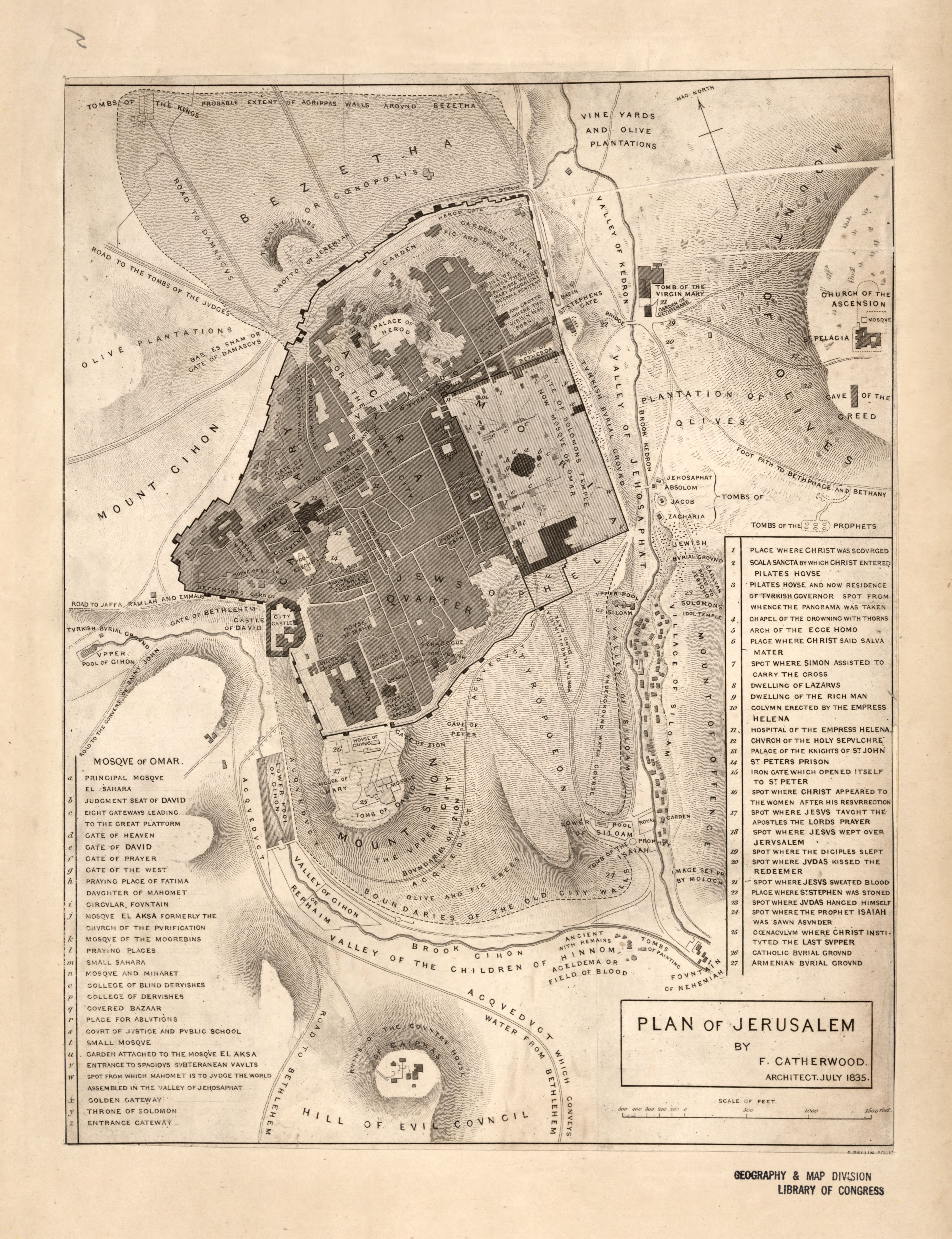
Carte Catherwood (inscription : "site du Temple de Salomon maintenant mosquée d'Omar"), 1835.

### Islam
Dans la tradition musulmane, la construction du Temple fut commencée par le prophète Daoud et terminée par son fils, Souleymane. Souleymane l'a construit à l'aide des djinns qui étaient sous ses ordres. C'est en hommage à son père qu'il a fini les travaux.[réf. nécessaire]
La mosquée Al-Aqsa (« la lointaine ») qui s'élève non loin de l'emplacement du Temple, est l'un des principaux lieux saints de l'islam (après la mosquée de La Mecque et celle de Médine).
Selon les Hadiths, Mahomet l'a visitée durant le voyage nocturne astral et il y a dirigé (Imam) la prière avec tous les prophètes et messagers qu'Allah avait envoyés sur terre depuis Adam. Allah, durant cette visite, lui ordonne de faire la prière cinq fois par jour. C'est aussi le lieu d'où il s'est élevé vers le paradis, traversant les 7 ciels pour que Allah l'honore en lui faisant voir certaines de ses merveilles. Ce Voyage est connu chez les musulmans sous le nom d'Isra et Miraj ou le voyage nocturne.
Le Dôme du Rocher, couvert d'une coupole dorée, est l'un des monuments les plus célèbres de Jérusalem.
La qibla, direction de la prière musulmane était orientée vers Jérusalem au début de la mission prophétique de Mahomet.[non neutre]
Le Coran ne mentionne jamais explicitement Jérusalem. Cependant, selon une interprétation commune, l'un de ses versets désignerait cette ville comme le lieu du voyage nocturne de Mahomet : « Gloire et Pureté à Celui qui de nuit, fit voyager Son serviteur Muhammad (Mahomet), de la Mosquée Al-Haram (à La Mecque) à la Mosquée Al-Aqsa (« la lointaine ») (à Jérusalem) dont Nous avons béni l'alentour, afin de lui faire voir certaines de Nos merveilles. C’est Lui, vraiment, qui est l’Audient, le Clairvoyant » (Sourate 17 : Al-Isra (Le voyage nocturne) ; Verset 1).
Enfin, selon certains exégètes de l'islam, le site du Temple de Jérusalem est lié à la fin des temps, ou plus précisément au retour de Jésus : Jésus, fils de Marie, reviendra par la Porte Dorée, nom de la 8e porte de Jérusalem (murée aujourd'hui) qui donne sur l'Esplanade des mosquées et fait face au Mont des Oliviers. Les balances du Jugement Dernier seront suspendues aux portiques qui entourent le Dôme du Rocher.

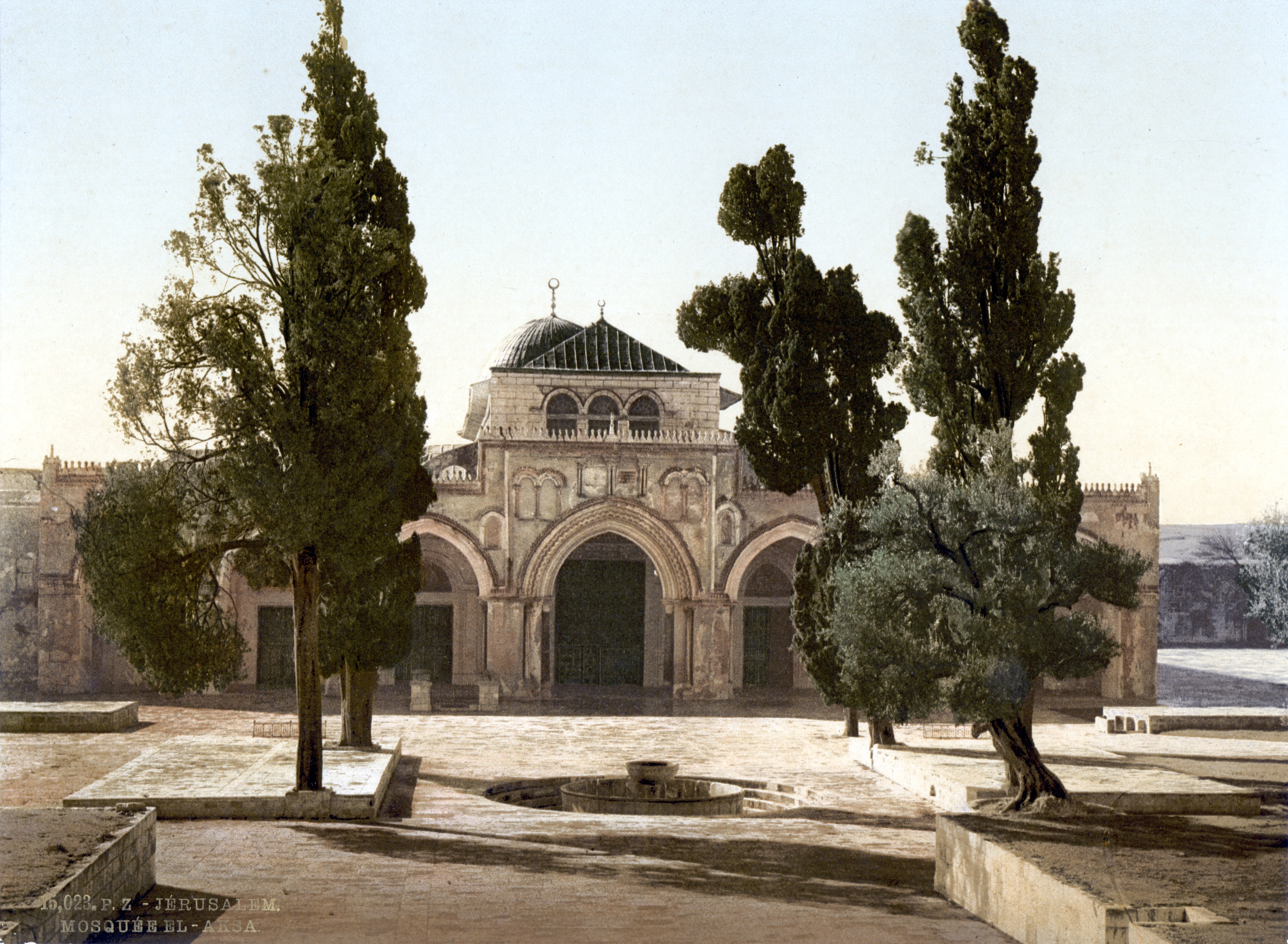
La mosquée Al-Aqsa en 1900. Construite sur le mont du Temple, elle présente le même aspect depuis 1218 et est une des mosquées les plus saintes de l'islam.
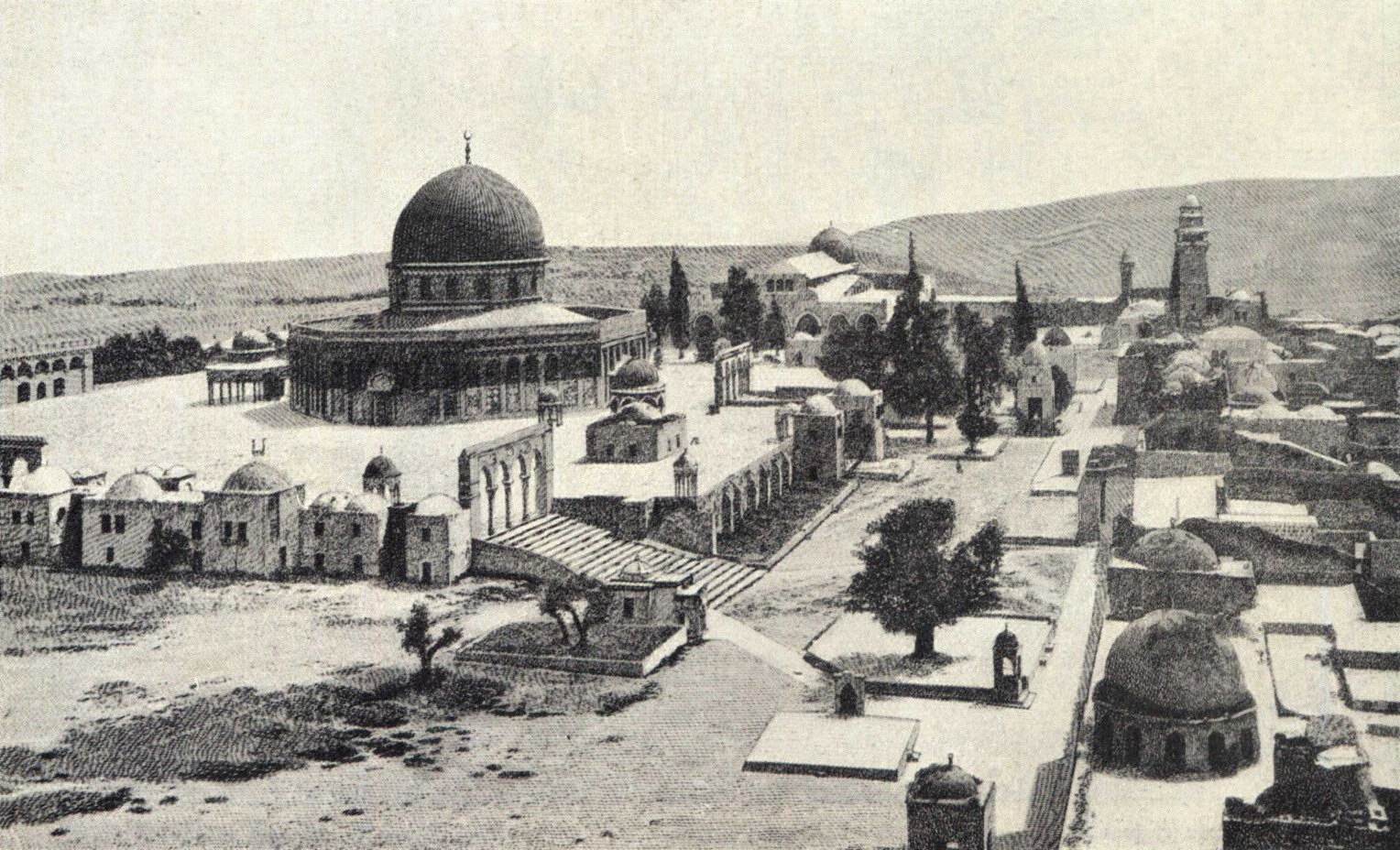
L'Esplanade des Mosquées / Mont du Temple, telle qu'elle apparaissait en 1910, sous contrôle ottoman.
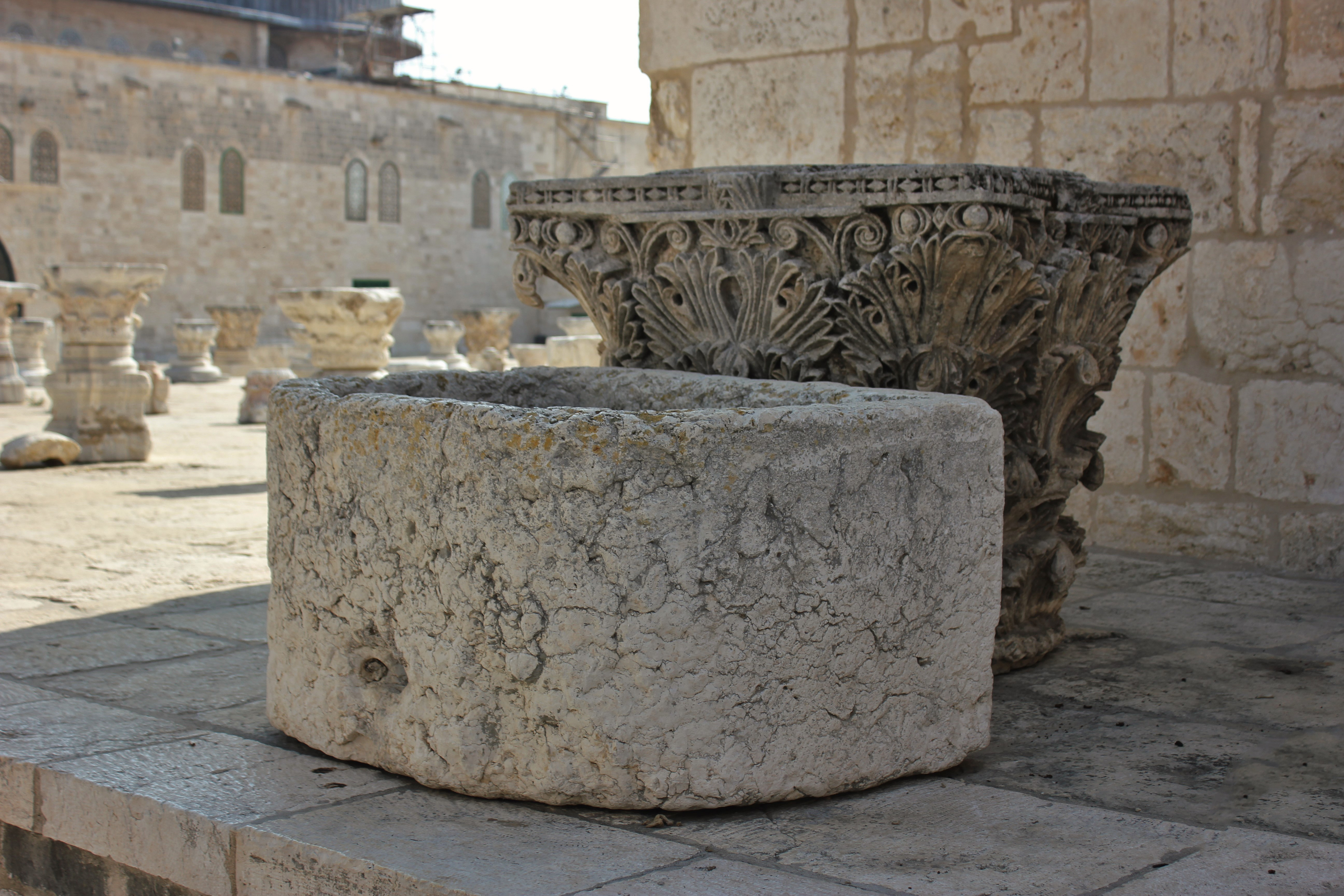
Vestiges romains sur le Mont du Temple.

## Archéologie
Des fouilles archéologiques ont montré des vestiges du Premier Temple et du Second Temple.
Parmi les artefacts du Premier Temple se trouvent des dizaines de bassins rituels d'immersion ou de baptême (mikvé) dans cette zone entourant le Mont du Temple, ainsi qu'une grande plate-forme carrée identifiée comme étant probablement construite par le roi de Juda Ézéchias, vers 700 avant notre ère, comme zone de rassemblement devant le Temple.
Les découvertes concernant le Second Temple comprennent les inscriptions d'avertissement du temple et l'inscription de la place de la Trompette ou du Clairon, deux pièces survivantes de l'expansion hérodienne du mont du Temple. Les inscriptions d'avertissement du Temple interdisent l'entrée des païens au Temple, une interdiction également mentionnée par l'historien Josephus du Ier siècle de notre ère. Ces inscriptions se trouvaient sur le mur qui entourait le temple et empêchaient les non-juifs d'entrer dans sa cour. L'une des inscriptions a été trouvée à l'angle sud-ouest du mont du Temple et est censée marquer l'endroit où les prêtres avaient l'habitude de déclarer l'avènement du shabbat et d'autres fêtes juives.
Les objets rituels utilisés dans le service du temple ont disparu du lieu. Il a été proposé que certains de ces objets pourraient se trouver dans des collections de musées, en particulier celles du Vatican,. En 2013, le nonce apostolique, le père Giuseppe Lazzarotto, au service diplomatique du Saint-Siège à Jérusalem et en Palestine (en), déclare dans une lettre officielle que si les trésors du Temple existent toujours, l'Église restituera certainement ces « objets perdus » à leurs « propriétaires légitimes ».

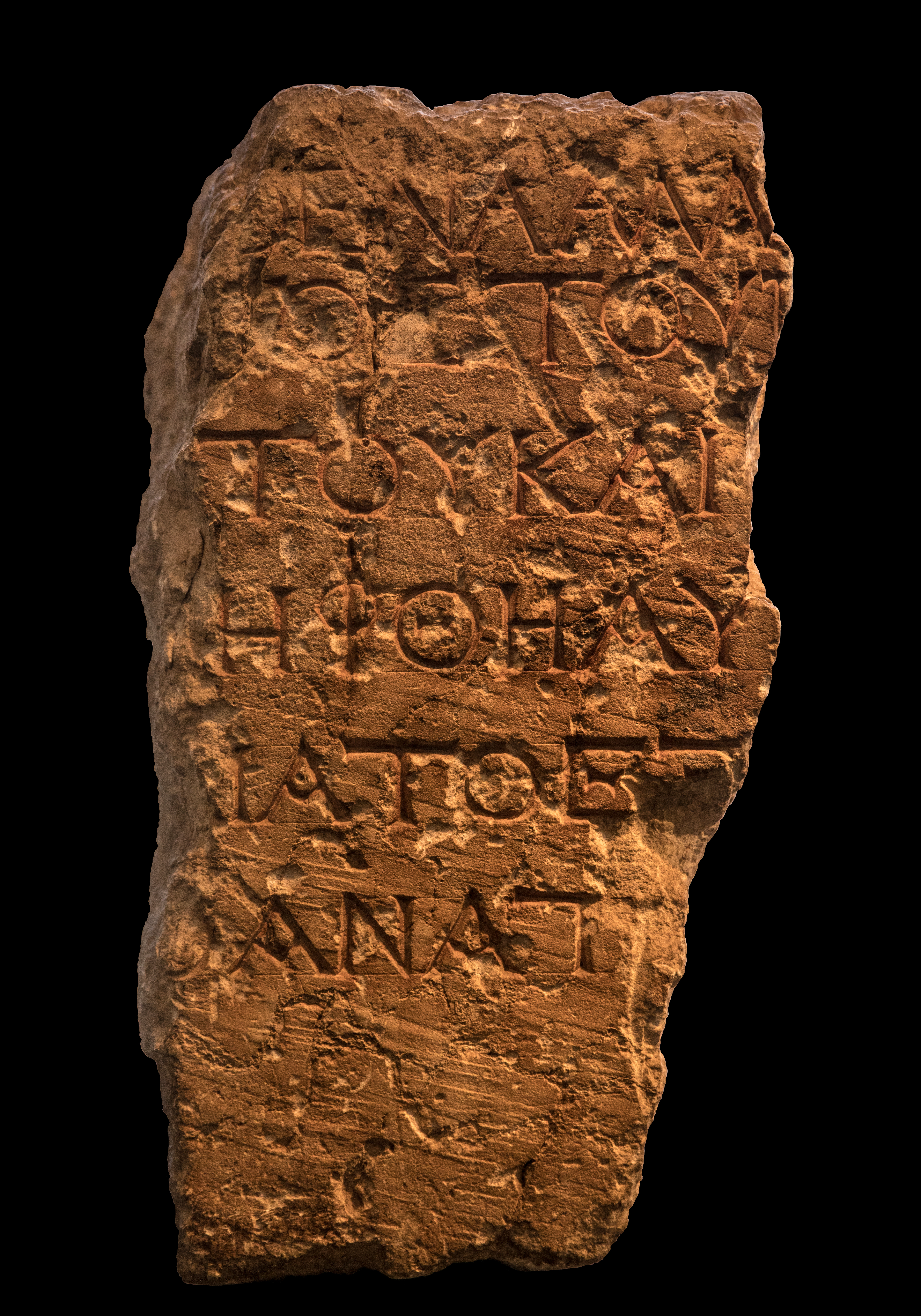
Inscription d'avertissement au temple de Jérusalem : morceau de pierre ayant survécu à la destruction du temple de Jérusalem par Titus en 70 EC. Il a été placé à la porte menant à la cour intérieure, et l'inscription se lit (en grec) : « Aucun étranger ne peut entrer dans la barrière et le mur autour du Temple. Quiconque est surpris [violant ceci] est seul responsable de la mort [ peine ] qui suit ». Période hérodienne, 37-34 avant notre ère (musée d'Israël)
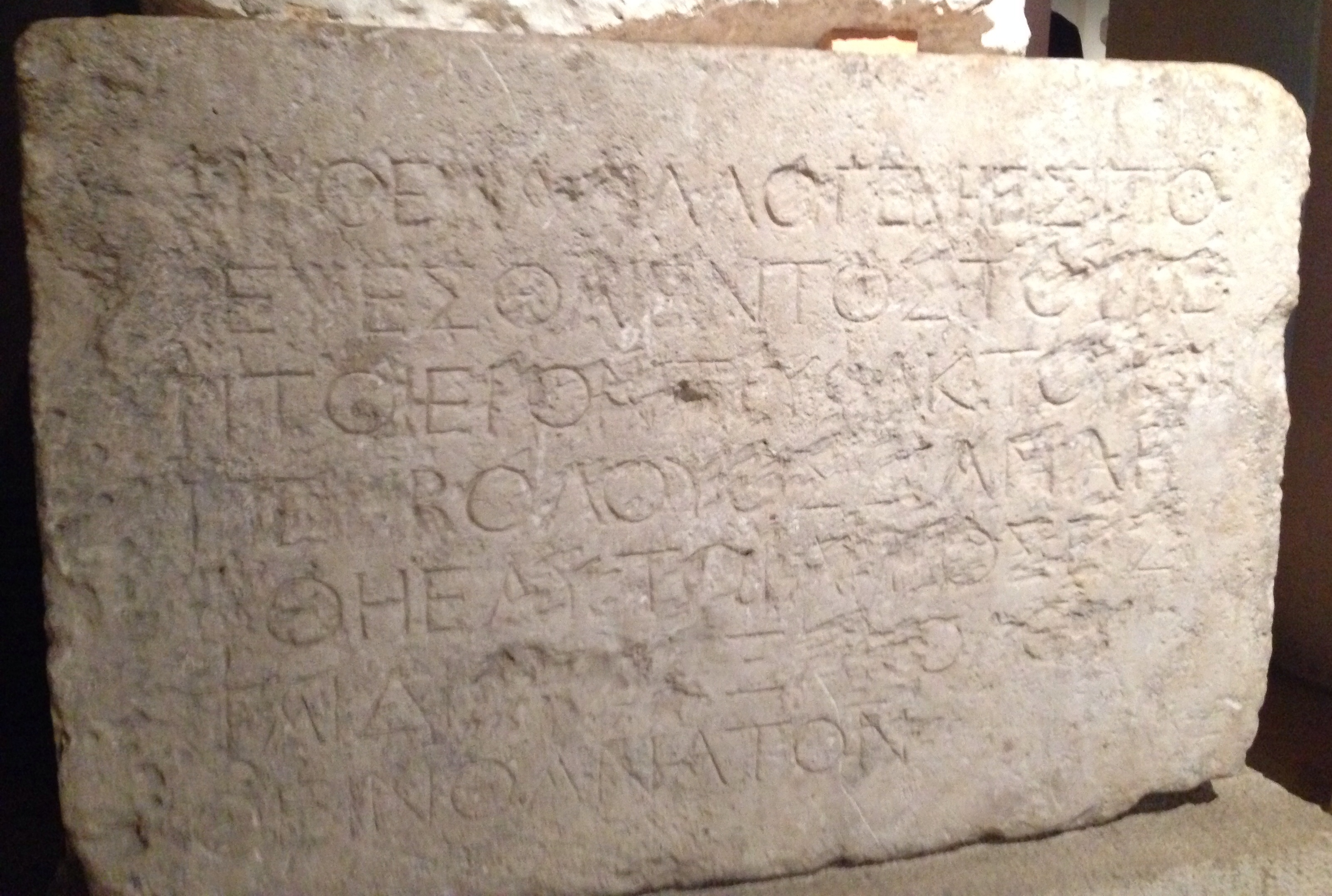
Pierre du Soreg à l'inscription (en grec) d'avertissement : « Ne laissez aucun étranger [à la Judée] entrer dans le parapet et la cloison qui entoure l'enceinte du Temple. Toute personne surprise [en violation] sera tenue responsable de sa mort [par la main divine] qui s'ensuivra »[32]. Temple d'Hérode (musée archéologique d'Istanbul)

## Dans la culture
- Christian Jacq, Maître Hiram et le roi Salomon, 1989 (roman)
- Bernard Lenteric, Hiram, 2003 (roman)